# Apolinar de Laodicea
Apolinar de Laodicea (* Laodicea, c. 310- † Constantinopla,  c. 390) fue un teólogo y heresiarca cristiano autor de la doctrina conocida como apolinarismo.
Conocido como Apolinar el Joven, era hijo de Apolinar de Alejandría  y tras estudiar en Alejandría y Antioquía fue consagrado obispo de Laodicea (Siria) hacia el 361.
Amigo de San Atanasio, colaboró con este en las disputas cristológicas con los arrianos lo que le supuso, en 342, el destierro de su ciudad natal instigado por el obispo arriano de la misma. A partir del 352 comenzó a enfatizar la naturaleza divina de Cristo en detrimento de la humana, negando que Jesús tuviera un espíritu humano (provisto de razón deliberante y de voluntad libre), cayendo en la posición cristológica heterodoxa del apolinarismo.
Condenado por los sínodos de Roma celebrados en el 374 y 377, de Alejandría en el 378, de Antioquía en el 379 y en el Primer Concilio de Constantinopla en el 381, Apolinar constituyó en Antioquía una comunidad con una jerarquía eclesiástica propia, pero el emperador Teodosio I le condenó al exilio en el 388.

## Escritos
Siendo él un gran erudito, fue autor de numerosas obras, entre las que destacan: 
- Demostratio incarnationis divinae que aunque perdida podemos reconstruir gracias a la condena que de la misma hace Gregorio de Nisa en su  obra Antirrheticus.
- De unione corporis et divinitatis in Christo; De fide et incarnatione, y una carta dirigida al presbítero Dionisio que gracias a que sus discípulos y seguidores las publicaron atribuyéndolas al papa Julio I nos han llegado íntegramente.
- “Profesión detallada de fe”  igualmente conservada al ser atribuida a Gregorio Taumaturgo.
- Quod unus sit Christus, De incarnatione Dei Verbi , y Profesión de fe dirigida al emperador Joviano. Las tres atribuidas a San Atanasio.

De destacar es también la labor que acometió junto a su padre cuando el emperador Juliano prohibió a los cristianos la asistencia a las escuelas públicas y el estudio de la literatura griega y que consistió en la elaboración de unos poemas épicos basados en la Biblia para así reemplazar en cierto modo los libros de literatura griegos.

### LaTraducción de los Salmos
Entre las obras poéticas de Apolinar, destaca la Traducción de los Salmos en verso heróico (Mετάφρασις τοῦ ψαλτῆρος, διὰ στίχων ἡρωïκῶν), una colección de 151 poemas en hexámetro dactílico, cuyo número, orden e incluso contenido corresponde a los Salmos de la Septuaginta. Estos poemas están escritos con el vocabulario, las formas lingüísticas y los recursos expresivos del dialecto homérico. Aunque esta probablemente no sea una traducción en el sentido estricto (por más que Apolinar la presente como tal), sí es la primera vez que los Salmos se pusieron en verso griego.
Seis de los quince manuscritos que transmiten las traducciones de la Metaphrasis empiezan con un proemio, una introducción compuesta en 110 versos, también hexámetros, en donde Apolinar se dirige a un tal Marciano, a cuya petición habría escrito el poema. En este proemio se describen los objetivos de esta traducción:
- Correspondencia de géneros: En boca de Marciano, a través de un recuerdo de Apolinar, se reflexiona sobre la versión de los Salmos de la Septuaginta. Es verdad que la traducción en prosa sirvió para que los griegos conocieran y reflexionaran sobre la religión hebrea (vv. 18-22), pero “ya que toda clase de lenguas alaban a gritos a Cristo como rey, y todos los pueblos se postran a sus pies” (vv. 33-34), lo correcto sería traducir los Salmos tal como los concibió David (al menos según creían Marciano y Apolinar): como poesía en verso.
- Cristología y multiplicidad de lenguas: Ya en voz del propio Apolinar se da una interpretación particular del advenimiento de Cristo: la trinidad habría querido con su nacimiento reparar el pecado de la Torre de Babel (v. 58-62), puesto que la religión cristiana funcionaría como una sola lengua para todo el mundo. Las lenguas de fuego que aparecen sobre las cabezas de los apóstoles en Hechos serían una manifestación de Cristo mismo, quien con esto permite la divulgación de su propio mensaje a lo largo de los pueblos. Por tanto, toda difusión, de una lengua a otra, de cualquier contenido de la religión cristiana (por ejemplo, los Salmos) estaría bajo la égida del mismo Cristo.

Cuatro de los códices también tienen una primera versión del primer salmo. En la modernidad, se ha dudado de que esta primera versión sea del mismo Apolinar.

### Otros poemas
En dos de los quince manuscritos que transmiten la Metaphrasis (el Monacecis Graecus 55 y el Neapolitanus Graecus II A 11) esta obra aparece seguida por una breve colección de doce epigramas, que no fueron editados sino hasta 2018.
No es seguro que todos sean atribuibles al mismo Apolinar. Si este fuera el caso, el autor, habría ensayado temas tanto sagrados como profanos, como otros intelectuales de la literatura griega tardoarcaica. Sin embargo, en esta breve antología, ambos temas se alternan de forma particularmente llamativa. Puede compararse un breve epigrama en dístico elegíaco, muy semejante en tema y en tono a los Carmina Moralia de Gregorio Nacianceno, con un poema amoroso, más bien influido por Teócrito y Filodemo, pero que adelanta ya el estilo de los poetas del Nuevo Ciclo (como Agatías y Pablo):

[ VII ]
Χρίστε, μάκαρ μακάρων ὅστις σὺν Μητέρι δίῃ
 ἀμφὶ μεριμνάων ἔρχεται ἀργαλεῶν.
Cristo, feliz entre los felices aquel que con tu Madre, Santa, / camina por entre las pesadas tribulaciones.

[ VIII ]
—οὔ κέ τοι ὀργίζοιτο Παλαίμων, ὄλβιος ἄνηρ,
εἰσορόων σε ὅπως ψαύειν ἐμέθεν περὶ δείρην;
—οὐδάμ’, ἐπεὶ ἥδ᾽ ἐστι θέμις φιλότητος ἐν ἡμὶν.
μῶν κέ τοι ὀργίζοιτο Λαδὼν;  —ἐμοὶ οὔ ποτε. οὐχὶ.
—ἔστι δ᾽ ἐπειτα θέμις τὸ θιγεῖν τοῦτο χρόα καλὸν.
—οὐ δύνασαι πρόσσω μαζῶν ἄπο χεῖρας ἔχεσθαι
ἡμετέρων…; καλῶς. ἐμὰ τιτθία ἀμφαφάουσα
λῦσαι ἐμοὶ ζώνην τε καὶ εἵματα σιγαλόεντα.
ἄμφω γὰρ λεπταὶ ὀρχεστρίδας, εὐ δεδαυῖαι
σειέμεναι γαῖαν, κατὰ πήχεας εὐ τετράγωναι,
ἔσμεν, καὶ ἤδη γυμνώσαμεν ἐν μελέτῃσι
ἄγχιστον ἑταρῶν. —ὀρχεώμεθα, ὄφρα τάχιστα
εἴδομεν ὁπποτέρη κεν ἔρῳ ἁπαλώτατα παίζῃ.
—¿No se molestaría Palemón, hombre feliz, / si te viera cómo me tocas el cuello?
—Para nada, porque ésta es la ley de amor entre nosotros. / ¿Acaso se molestaría Ladón?
—¡Conmigo jamás! ¡No! /
—¿Está entonces permitido que toque esta hermosa piel? /
—¡Que ya no puedes mantener alejadas tus manos de mis pechos!... / Bueno, si los vas a acariciar, / quítame la banda y la destellante ropa; / que ambas somos bailarinas, elegantes y expertas / en hacer temblar la tierra, bien cuadradas por la posición de nuestros brazos, / y como tales muchas veces nos hemos desnudado en los ensayos, / muy cerca de las compañeras.

—¡Dancemos, para que sepamos en corto / cuál de las dos baila con el amor más tiernamente!